# Прогресс М-22М
Прогресс М-22М — транспортный грузовой космический корабль (ТГК) серии «Прогресс», стартовавший к Международной космической станции 5 февраля 2014 года. 54-й российский корабль снабжения МКС.

## Подготовка к запуску
2 октября 2013 года ракета-носитель Союз-У была доставлена на космодром Байконур.
1 ноября 2013 года на Байконур железнодорожным составом из подмосковного Королева был доставлен транспортный корабль «Прогресс М-22М».
Операция прошла в запланированное время в автоматическом режиме с помощью системы сближения «Курс». При предыдущей отправке космического грузовика «Прогресс» в ноябре 2013 года была испытана новая система сближения «Курс-НА», однако она не сработала, и экипажу станции пришлось проводить стыковку в ручном режиме.

## Хроника полёта
- 5.02.2014 в 20:23 по МСК — произведен успешный запуск и вывод аппарата на орбиту при помощи грузовой ракеты-носителя «Союз-У».
- 6.02.2014 — пристыковался к МКС[4].
- 7.04.2014 — отстыковался от МКС. До 18.04.2014 находился в автономном полете. Был проведён научный эксперимент «Радар-Прогресс»[5].
- 18.04.2014 двигатели грузового корабля «Прогресс М-22М» были запущены на торможение, космический грузовик начал сход с орбиты, чтобы примерно через 50 минут приводниться в несудоходном районе Тихого океана на «кладбище космических кораблей»[6].

18 августа 2014 года во время выхода в открытый космос космонавта Олега Артемьева состоялся запуск спутника «Часки» с борта МКС.

## Перечень грузов
Суммарная масса всех доставляемых грузов — 2500 кг, в том числе: кислород, топливо, оборудование для научных экспериментов, в частности, золотые рыбки, личинки комара и плоские дождевые черви, средства медицинского обеспечения, а также контейнеры с пищей и водой, посылки для экипажа.
В числе грузов: «Часки», российско-перуанский студенческий космический аппарат формата CubeSat.